# Karl Gustav Limpricht
Karl Gustav Limpricht (* 11. Juli 1834 in Eckersdorf bei Sagan, heute Polen; † 20. Oktober 1902 in Breslau) war ein neumärkischer, preußischer, deutscher Botaniker und Bryologe. Sein offizielles botanisches Autorenkürzel lautet „Limpr.“.
Limpricht war Lehrer in Obergläserdorf bei Lüben (1856–1858), in Bunzlau (1858–1869) und Breslau (ab 1869). Sein Sohn Hans Wolfgang Limpricht (1877–nach 1944), war auch Lehrer, Botaniker und Bryologe.

## Ehrungen
Leopold Loeske benannte nach ihm die Gattung Limprichtia der Pflanzenfamilie Amblystegiaceae. Auch die Zeitschrift zur Moosforschung in Deutschland Limprichtia ist nach ihm benannt.

## Werke
- Bryotheca Silesiaca (deutsch: Schlesiens Laubmoose), (Breslau, Verlag J.U. Kern 1876)
- Die Laubmoose Deutschlands, Oesterreichs und der Schweiz. In: L. Rabenhorst: Kryptogamenflora von Deutschland, Oesterreich und der Schweiz. IV/2. – Leipzig: Eduard Kummer, 1890, 2. Aufl. 1895

## Nachweise
- Jan-Peter Frahm: Limpricht, Karl Gustav (1834–1902). In: Bryologische Rundbriefe. Nr. 18, 1994, S. 3 (PDF).